# Storsand (Melhus)
Storsand este o localitate din comuna Melhus, provincia Sør-Trøndelag, Norvegia, cu o suprafață de 0,38 km² și o populație de 445 locuitori (2013).